# Comuna Ceabanî, Hmelnîțkîi
Ceabanî (în ucraineană Чабани) este o comună în raionul Hmelnîțkîi, regiunea Hmelnîțkîi, Ucraina, formată din satele Ceabanî (reședința), Daniukî și Homînți.

## Demografie
Componența lingvistică a comunei Ceabanî
     Ucraineană (98,22%)
     Rusă (1,78%)
Conform recensământului din 2001, majoritatea populației comunei Ceabanî era vorbitoare de ucraineană (98,22%), existând în minoritate și vorbitori de rusă (1,78%).